# Operator sprzężony (przestrzenie Banacha)
Operator sprzężony – dla danego operatora liniowego i ograniczonego {\displaystyle T\colon E\to F,} działającego między przestrzeniami Banacha {\displaystyle E} i {\displaystyle F,} operator liniowy
{\displaystyle T^{*}\colon F^{*}\to E^{*}}
dany wzorem
{\displaystyle T^{*}f=f\circ T\;\;\;(f\in F^{*}),}
tj. operator spełniający warunek
{\displaystyle \langle T^{*}f,x\rangle =\langle f,Tx\rangle \quad (x\in E,f\in F^{*})}
(symbol {\displaystyle E^{*}} oznacza przestrzeń sprzężoną do {\displaystyle E,} a symbol {\displaystyle \langle f,x\rangle } oznacza wartość funkcjonału {\displaystyle f} w punkcie {\displaystyle x,} tj. {\displaystyle f(x)}).

## Własności
- Operator sprzężony {\displaystyle T^{*}} jest ograniczony oraz

{\displaystyle \|T\|=\|T^{*}\|.}
Rzeczywiście,
{\displaystyle {\begin{aligned}\|T^{*}f\|&=\sup\{\langle T^{*}f,x\rangle \colon x\in E,\|x\|=1\}\\&=\sup\{\langle f,Tx\rangle \colon x\in E,\|x\|=1\}\\&\leqslant \sup\{\|f\|\cdot \|Tx\|\colon x\in E,\|x\|=1\}\\&=\|f\|\cdot \|T\|,\end{aligned}}}
skąd {\displaystyle \|T^{*}\|\leqslant \|T\|.} Niech {\displaystyle x\in E} będzie elementem o normie 1. Z twierdzenia Hahna-Banacha wynika istnienie takiego elementu {\displaystyle f\in F^{*}} o normie 1, że {\displaystyle \|Tx\|=\langle f,Tx\rangle } a stąd
{\displaystyle \|Tx\|=\langle T^{*}f,x\rangle \leqslant \|T^{*}f\|\cdot \|x\|\leqslant \|T^{*}\|.}
Nierówność {\displaystyle \|T\|\leqslant \|T^{*}\|} wynika z możliwości przejścia do supremum w powyższej nierówności po wszystkich {\displaystyle x\in E} o normie 1.
- Jądro operatora sprzężonego jest domknięte w topologii *-słabej przestrzeni {\displaystyle F^{*}}[1]. Istotnie, jeżeli {\displaystyle T\colon E\to F} jest operatorem ograniczonym oraz {\displaystyle (f_{i})} jest ciągiem uogólnionym w ker {\displaystyle T^{*},} który jest zbieżny do pewnego {\displaystyle f\in F^{*}} w topologii *-słabej, to dla każdego {\displaystyle x\in E} zachodzi

{\displaystyle 0=\langle T^{*}f_{i},x\rangle =\langle f_{i},Tx\rangle \to \langle f,Tx\rangle =\langle T^{*}f,x\rangle ,}
tj. {\displaystyle T^{*}f=0,} czyli {\displaystyle f\in \ker T^{*}.} W szczególności, każdy operator sprzężony {\displaystyle T^{*}\colon F^{*}\to E^{*}} jest ciągły względem *-słabych topologii {\displaystyle F^{*}} i {\displaystyle E^{*},} odpowiednio.
- Obraz operatora {\displaystyle T} jest gęsty w {\displaystyle F} wtedy i tylko wtedy, gdy operator {\displaystyle T^{*}} jest iniektywny.
- Dla danego operatora ograniczonego {\displaystyle T\colon E\to F} następujące warunki są równoważne:

1. obraz {\displaystyle T} jest domknięty w {\displaystyle F;}
2. obraz {\displaystyle T^{*}} jest domknięty w {\displaystyle E^{*};}
3. obraz {\displaystyle T^{*}} jest domknięty w {\displaystyle E^{*}} w *-słabej topologii.

## Operatory sprzężone do operatorów szczególnych klas
Niech {\displaystyle T} będzie operatorem ograniczonym, działającym między przestrzeniami Banacha.
- Twierdzenie Schaudera: Operator {\displaystyle T} jest zwarty wtedy i tylko wtedy, gdy operator {\displaystyle T^{*}} jest zwarty.
- Twierdzenie Gantmacher: Operator {\displaystyle T} jest słabo zwarty wtedy i tylko wtedy, gdy operator {\displaystyle T^{*}} jest słabo zwarty.
- Jeżeli {\displaystyle T} jest ściśle singularny, to {\displaystyle T^{*}} jest ściśle kosingularny. Jeżeli {\displaystyle T} jest ściśle kosingularny, to {\displaystyle T^{*}} jest ściśle singularny.